# Cour du Liégat
Cour du Liégat är en återvändsgata i Quartier de la Gare i Paris trettonde arrondissement. Gatans namn är av oklart ursprung. Cour du Liégat börjar vid Rue du Chevaleret 113.

## Bilder
| - Gatuskylt. - Cour du Liégat. - Notre-Dame-de-la-Gare. |

## Omgivningar
- Notre-Dame-de-la-Gare
- Passage des Crayons

## Kommunikationer
- Tunnelbana – linje  – Chevaleret
- Tunnelbana – linje  – Bibliothèque François Mitterrand
- Busshållplats Bibliothèque Francois Mitterand Gare – Paris bussnät

### Webbkällor
- ”Cour du Liégat”. Mairie de Paris. https://web.archive.org/web/20190905053324/http://www.v2asp.paris.fr/commun/v2asp/v2/nomenclature_voies/Voieactu/5602.nom.htm. Läst 10 oktober 2023.
- ”Cour du Liégat (13ème arrondissement)”. Les rues de Paris. https://web.archive.org/web/20190930211249/http://www.parisrues.com/rues13/paris-13-cour-du-liegat.html. Läst 10 oktober 2023.